# Eleições gerais no México em 2024
As eleições gerais no México em 2024 foram realizadas em 2 de junho. Foram eleitos o presidente da República para um mandato de seis anos, os 500 membros da Câmara dos Deputados e os 128 membros do Senado. Pela primeira vez, ocorreram simultaneamente as eleições locais, para a escolha de governadores, prefeitos, parlamentares e outras autoridades locais. Por tal razão, os mais de 98 milhões de eleitores elegeram aproximadamente 20 mil titulares de cargos públicos.
O presidente Andrés Manuel López Obrador era constitucionalmente proibido de concorrer à reeleição. Considerada amplamente como favorita para sua sucessão, Claudia Sheinbaum representa a coligação governamental Sigamos Haciendo Historia. A principal opositora era a senadora Xóchitl Gálvez, da coligação Fuerza y Corazón por México, enquanto Jorge Máynez foi escolhido pelo Movimento dos Cidadãos. Foi a primeira eleição presidencial na qual as duas principais candidatas eram mulheres.
Sheinbaum venceu a eleição presidencial, convertendo-se na primeira mulher a ser eleita para a função no país e na América do Norte.

## Sistema eleitoral
O presidente do México é eleito pelo voto popular em turno único, independentemente de obter a maioria dos votos válidos (sobre o assunto, ver: Sistema de pluralidade dos votos). O mandatário é o chefe de Estado e chefe de Governo, sendo eleito para mandato de seis anos, sem possibilidade de reeleição - seja consecutiva ou não.
Os 500 membros da Câmara dos Deputados são eleitos por dois métodos: 300 são escolhidos por distritos, distribuídos entre os 32 estados conforme o tamanho de suas populações; e os restantes 200 são eleitos pela representação proporcional em cinco distritos com populações semelhantes, sendo utilizado o Método do resto maior. Nenhum partido pode ter mais de 300 assentos. O mandato é de três anos e não há restrições a reeleições.
Dos 128 membros do Senado, 96 são eleitos em 32 distritos, com três senadores cada um, enquanto 32 são escolhidos em um distrito nacional único por representação proporcional. Nos distritos com três senadores, duas vagas são atribuídas ao partido que receber a maior votação e uma ao que obtiver o segundo maior número de votos. O mandato é de seis anos e não há restrições a reeleições.
Há cota de gênero nas eleições legislativas, na qual cada lista partidária deve ser dividida igualmente entre homens e mulheres. Em 2024, 50,4% dos integrantes da Câmara dos Deputados e 50,8% do Senado eram mulheres.
O voto é obrigatório aos maiores de 18 anos de idade. É legalmente descrito como "universal, livre, secreto, direto, pessoal e intransferível". Em abril de 2024, haviam 98 329 591 eleitores, além de 187 388 no exterior, 30 391 em prisão preventiva e 4 002 em voto antecipado. O Instituto Nacional Eleitoral (INE) é o órgão responsável pela condução das eleições e por declarar os resultados.
Para as eleições de 2024, foram habilitados sete partidos: Partido de Ação Nacional (PAN), Partido Revolucionário Institucional (PRI), Partido da Revolução Democrática (PRD), Partido do Trabalho (PT), Partido Verde Ecologista (PVE), Movimento Cidadão (MC) e Movimento Regeneração Nacional (MORENA). Os partidos podem formar coligações. Há a possibilidade de candidaturas independentes, desde que, nas eleições para o Legislativo, não sejam disputadas as cadeiras definidas pela representação proporcional.

## Candidatos presidenciais
| Candidato | Candidato | Candidato         | Cargos ocupados                                                                  | Partido                        | Coligação                                    | Detalhes |
| --------- | --------- | ----------------- | -------------------------------------------------------------------------------- | ------------------------------ | -------------------------------------------- | --- |
|           |           | Claudia Sheinbaum | Chefe de governo da Cidade do México (2018-2023) Prefeita de Tlalpan (2015-2017) | Movimento Regeneração Nacional | Sigamos Haciendo Historia (MORENA, PT e PVE) | Sigamos Haciendo Historia é a coligação governista de centro-esquerda, sucessora de Juntos Hacemos Historia. O processo interno de escolha do candidato presidencial consistiu em pesquisas de opinião, realizadas de 28 de agosto a 4 de setembro de 2023. Em 6 de setembro, Sheinbaum foi declarada a vencedora. A coligação foi registrada em 19 de novembro de 2023 e a candidatura foi formalizada em 18 de fevereiro de 2024. Sheinbaum possui doutorado em engenharia de energia e foi prefeita da Cidade do México até 2023.                                     |
|           |           | Xóchitl Gálvez    | Senadora (2018-2023) Prefeita de Miguel Hidalgo (2015-2018)                      | Partido de Ação Nacional       | Fuerza y Corazón por México (PAN, PRI e PRD) | Fuerza y Corazón por México é a principal coligação de oposição. A coalizão também conduziu um processo de seleção interna, na qual inicialmente era necessário colher 150 mil assinaturas. Na segunda fase, Gálvez recebeu 57% dos votos. Sua vitória foi confirmada em agosto de 2023, e a candidatura formalmente registrada em 20 de fevereiro de 2024. Gálvez é uma empresária do setor de tecnologia. Integrou o gabinete do presidente Vicente Fox e foi eleita prefeita de Miguel Hidalgo em 2015. Foi eleita senadora em 2018.                                  |
|           |           | Jorge Máynez      | Deputado (2021-2024) (2015-2018)                                                 | Movimento Cidadão              |                                              | O Movimento Cidadão apresentou inicialmente o governador Samuel García como seu candidato. No entanto, García desistiu em decorrência de uma crise política em seu estado. O deputado Jorge Máynez foi escolhido como seu substituto, registrando formalmente sua candidatura em 22 de fevereiro de 2024. Máynez estava no exercício de seu segundo mandato na Câmara dos Deputados, coordenando a bancada de seu partido. Nascido em Zacatecas, foi legislador estadual de 2010 a 2013. É o representante da "terceira via", buscando atrair o eleitorado anti-sistema. |

## Pesquisas de opinião

Pesquisas de opinião para a eleição presidencial mexicana em 2024

### Agregadores de pesquisas
| Fonte              | Data das pesquisas     | Data da atualização |           |                  |                    | Diferença |     |     |     |     |
| Fonte              | Data das pesquisas     | Data da atualização | Sheinbaum | Gálvez           | Máynez             | Diferença |     |     |     |     |
| ------------------ | ---------------------- | ------------------- | --------- | ---------------- | ------------------ | --------- | --- | --- | --- | --- |
| Fonte              | Data das pesquisas     | Data da atualização | Oraculus  | até maio de 2024 | 21 de maio de 2024 | Diferença | 55% | 33% | 12% | 22% |
| CEDE               | até 19 de maio de 2024 | 21 de maio de 2024  | 57,2%     | 32,3%            | 10,5%              | 24,9%     |     |     |     |     |
| Polls.mx           | through 24 May 2024    | 25 May 2024         | 53%       | 31%              | 14%                | 22%       |     |     |     |     |
| Bloomberg          | até 10 de maio de 2024 | 14 de maio de 2024  | 56,7%     | 30,2%            | 13,1%              | 26,5%     |     |     |     |     |
| Expansión Política | até 24 de maio de 2024 | 25 de maio de 2024  | 53,46%    | 34,39%           | 9,43%              | 19,07%    |     |     |     |     |
| Média              | Média                  | Média               | 55,1%     | 32,2%            | 11,8%              | 22,9%     |     |     |     |     |

## Resultados
|                                     | Claudia Sheinbaum     | MORENA                | 35.924.519 | 59,75% |
|                                     | Xóchitl Gálvez        | PAN                   | 16.502.697 | 27,45% |
|                                     | Jorge Máynez          | MC                    | 6.204.710  | 10,32% |
| Votos válidos                       | Votos válidos         | Votos válidos         | 58.715.040 | 97,67% |
| Votos em branco/nulos               | Votos em branco/nulos | Votos em branco/nulos | 1.400.144  | 2,32%  |
| Participação                        | Participação          | Participação          | 60.115.184 | 61,05% |
| Abstenções                          | Abstenções            | Abstenções            | 38.353.810 | 38,95% |
| Eleitores aptos                     | Eleitores aptos       | Eleitores aptos       | 98.468.994 | 100,0% |
| Fonte: Instituto Nacional Electoral |                       |                       |            |        |